# 克布拉達內格拉

克布拉達內格拉是哥倫比亞的城鎮，位於該國中部，由昆迪納馬卡省負責管轄，距離首府波哥大113公里，始建於1694年，面積83平方公里，海拔高度1,029米，2005年人口4,531。
5°09′N 74°30′W / 5.150°N 74.500°W